# Medalja za zimski boj na vzhodni fronti 1941/42
Medalja za zimski boj na vzhodni fronti 1941/42 (nemško Medaille Winterschlacht im Osten 1941/42 ali Ostmedaille) je bilo nemško vojaško odlikovanje druge svetovne vojne.

## Zgodovina odlikovanja
Odlikovanje je bilo ustanovljeno 26. maja 1942, oblikoval pa ga je SS-Unterscharführer Ernst Krause iz Liebstandarte-SS »Adolf Hitler«. Podeljeno je bilo vsem pripadnikom nemških oboroženih sil, ki so sodelovali v bojih na vzhodni fronti med 15. novembrom 1941 in 15. aprilom 1942. Ta medalja je najbolj znano kampanjsko odlikovanje Tretjega rajha. Od 20. januarja 1943 so lahko to medaljo dobili tudi pripadniki drugih držav, članic sil Osi. Medaljo so podeljevali »za nazaj« do oktobra 1944. Skozi celotno vojno je bilo podeljenih več kot 4.000.000 teh odlikovanj.

## Opis
Medalja je okrogle oblike s konkavno prvo in konveksno zadnjo stranjo, meri pa 36 mm v premeru. Medalja je sive barve, obdaja pa jo rob srebrne barve. Na vrhu prve strani je tipična nemška čelada srebrne barve, na katero je pritrjen obroček za trak. Pod čelado se nahaja vodoravno ležeča ročna bomba »štilarica«. Na sredini odlikovanja je orel, ki v krempljih drži svastiko in oljčno vejico. Na zadnji strani je z velikimi tiskanimi črkami napisano Winterschlacht, pod tem pa z večjimi, enakimi črkami Im Osten ter na dnu 1941/42.
Trak je rdeče barve, na sredini pa ima tanko črno črto, obrobljeno s tanjšima belima črtama. Rdeča barva pomeni kri prelito za domovino, beli črti sneg, črna črta pa žalovanje za padlimi soborci.

## Materiali uporabljeni pri izdelavi
Materiali uporabljeni pri izdelovanju medalje so zelo različni. Zgodnje različice so bile izdelane iz kvalitetne zlitine na bazi cinka, Izdelane so bile s tehniko kovanja in prebarvane na sivo ali črno, ter srebrno. Kasneje v vojni so zaradi pomanjkanja kvalitetnih materialov začeli uporabljati manj kvalitetne zlitine, sama tehnika izdelave pa je ostala ista.

## Izdelovalci medalje
Medaljo je skozi vojno izdelovalo veliko podjetij, ki so bila vsa pod državnim nadzorom in so imela svoje razpoznavne številke, ki so jih vtisnili na obroček za trak, kar ni bilo obvezno, zato nekatere medalje niso označene. Med znanimi proizvajalci medalje so:
| Številka | Podjetje           | Kraj               |
| 4        | Karl Gutenkunst    | Oraniensburg       |
| 10       | Robert Schenkel    | Pforzheim          |
| 13       | Gebr. Hähne        | Ludenscheid        |
| 19       | ?                  | ?                  |
| 20       | Gustav Emil Ficker | Beierfeld          |
| 65       | E.F. Wiedmann      | Frankfurt na Maini |
| 73       | Karl Erbacher      | Pforzheim          |
| 88       | Josef Schulte-Ufer | Sundern            |
| 107      | Emil Juttner       | Ludenscheid        |
| 110      | Tweer & Turck      | Ludenscheid        |

## Kriteriji za pridobitev medalje
- Dva tedna na frontni črti, ali
- Šestdeset dni na vzhodnem bojišču, ali
- Dobljene rane v boju na fronti, če je bil vojak na fronti manj časa od zahtevanega, ali
- Ozebline dobljene na fronti, če je bil vojak na fronti manj časa od zahtevanega.

- 30 dni sodelovanja v bojih za pripadnike Luftwaffe.

## Podeljevanje in nošenje medalje
Medalja je bila podeljena v vrečki rdečerjave, modre ali oranžne barve, na kateri je bilo napisano ime medalje. Zraven se je podelil tudi ustrezen dokument z imenom, priimkom in enoto vojaka, prejemnika.
Medalja je bila zelo cenjena, zato se je na prsih nosila nad levim prsnim žepom takoj za železnim križcem, vedno pa pred križcem za vojne zasluge. Zaradi velike pomembnosti medalje se je lahko nosil tudi trakec, ki je bil (kot pri železnem križcu) speljan okoli druge luknje za gumb.